# Síguelo bailando
«Síguelo bailando» es una canción del cantante puertorriqueño Ozuna. Se lanzó el 10 de noviembre de 2017 como el último sencillo de su primer álbum de estudio Odisea. En la lista Hot Latin Songs de Billboard, alcanzó la posición dieciséis. El tema se certificó con disco de platino en Italia, y con trece discos de platino en Estados Unidos.

## Antecedentes y composición
La pista se estrenó el 8 de noviembre de 2017, como la primera antesala de su álbum debut de Odisea. El tema escrito por el cantante junto a José Aponte, Alex O Arocho Moreno, Max Borghetti, Wilfredo Moreno Jr. y Vicente Saavedra, la producción estuvo a cargo de Hi Music Hi Flow, Max Borghetti y Yai y Toly aborda en sus letras, sobre una mujer que asiste frecuentemente a fiestas cada fin de semana, a la cual Ozuna invita a bailar junto a él.

## Vídeo musical
El video musical de «Síguelo bailando» se estrenó el 8 de noviembre de 2017. El video musical se grabó Japón y estuvo bajo la dirección del venezolano Nuno Gomes. En el vídeo se puede ver a Ozuna junto a un "Osito" similar al que aparece en la portada del álbum, encapuchado y con una polera ploma. A medida que avanza el clip, se ven a ambos recorriendo las calles de Tokio, Japón y bailando con varias personas a su alrededor. A marzo de 2020, cuenta con 929 millones de reproducciones. 

## Rendimiento comercial
El tema logró aparecer en la lista Billboard Hot Latin Songs, alcanzando la posición número dieciséis. Adicionalmente, se certificó con 13 discos de platino en dicho país. En España, el sencillo apareció en la ubicación ocho en la lista de PROMUSICAE, mientras que en Italia se posicionó en el puesto setenta y uno, y logró la certificación de platino.

## Posicionamiento en listas
| Listas (2017)                    | Mejor posición |
| -------------------------------- | -------------- |
| España (PROMUSICAE)              | 8              |
| Estados Unidos (Hot Latin Songs) | 16             |
| Italia (FIMI)                    | 71             |

## Certificaciones
| País (organismo certificador) | Certificación       | Unidades certificadas |
| ----------------------------- | ------------------- | --------------------- |
| Estados Unidos (RIAA)         | 13x Platino (Latin) | 780 000               |
| Italia (FIMI)                 | Platino             | 50 000                |